# 7 (FANATIC◇CRISISの曲)
「7 [SEVEN]」（セヴン）は、1999年4月にリリースされたFANATIC◇CRISISの通算12枚目のシングルである。発売元はフォーライフレコード。

## 解説
前作から4ヵ月半ぶりのシングル。フォーライフレコードからは最後のシングルである。
初動売り上げは前作をやや上回ったが、累計売り上げは前作を1万枚以上下回った。しかしオリコンではトップ10にランクインした。
タイトル曲はTBS系『まぶごえ』EDテーマ。遠距離恋愛をテーマとしている。因みにカップリング曲のTHE.NEVER.INNOCENTは時々ライブで演奏される。

## 収録曲
全作詞・作曲：石月努、編曲：神林義弘・FANATIC◇CRISIS
1. 7 [SEVEN] [4:40]
2. THE.NEVER.INNOCENT [4:59]
3. 7 [SEVEN] (Vox Less Version) [4:41]

## 収録作品
- THE BEST of FANATIC◇CRISIS Single Collection01（#1）
- THE BEST of FANATIC◇CRISIS B-Side Collection（#2）